# Neo Yokio
Neo Yokio (en japonés, ネオ・ヨキオ) es una serie de televisión de streaming de comedia fantástica, sátira y ciencia ficción animada para adultos creada por Ezra Koenig de la banda de rock estadounidense Vampire Weekend y producida por los estudios de anime japoneses Production I.G. y Studio Deen. La primera temporada, que consta de seis episodios, se estrenó en Netflix el 22 de septiembre de 2017. El especial navideño Neo Yokio: Pink Christmas se estrenó el 7 de diciembre de 2018.

## Argumento
El comunicado de prensa de Netflix describe a Neo Yokio como la "ciudad más grande del mundo", una línea de tiempo alternativa moderna de Nueva York donde los magos salvaron a la ciudad de la ruina de los demonios en el siglo XIX, ganando un lugar en los niveles superiores de la sociedad y haciéndose conocidos. como "magistócratas". La serie gira en torno a Kaz Kaan (Jaden Smith), un magistócrata vanidoso y rico y su mayordomo mecánico Charles (Jude Law), mientras equilibra una vida insípida y decadente como fashionista en la ciudad con sus deberes de caza de demonios administrados por su popa. Tía Agatha (Susan Sarandon).
Kaz se ha dejado llevar por la autocompasión y la "melancolía" después de su reciente ruptura con la banquera de inversiones Cathy (Alexa Chung) y solo desea vivir una vida de lujo con sus amigos de la alta sociedad Lexy (The Kid Mero) y Gottlieb (Desus Nice). Su rival es Arcangelo (Jason Schwartzman), un vástago adinerado que menosprecia el estatus de "Neo rico" de Kaz, y los dos a menudo compiten por el primer puesto en la Lista de solteros, una gigantesca cartelera pública de los solteros más codiciables de Neo Yokio. La ex bloguera de moda Helena St. Tessero (Tavi Gevinson) se reencuentra con Kaz en el primer episodio después de que realiza un exorcismo en un traje de Chanel poseído. Sin embargo, la posesión deja a Helena desilusionada con Neo Yokio y el sistema capitalista, lo que finalmente la lleva a convertirse en una hikikomori, una crítica anticapitalista y un contraste con el insípido enfoque de Kaz en la moda y el estatus social.

## Reparto
| Actor              | Personaje              | Rol en la serie |
| ------------------ | ---------------------- | --------------- |
| Jaden Smith        | kaz kaan               | Principal       |
| Jude Law           | Charles                | Principal       |
| Tavi Gevinson      | Helena San Tessero     | Principal       |
| Susan Sarandon     | Tía agatha             | Principal       |
| The Kid Mero       | Lexy                   | Principal       |
| Desus Niza         | Gottlieb               | Principal       |
| Jason Schwartzman  | Arcángel Corelli       | Principal       |
| Richard Ayoade     | Varios                 | Recurrente      |
| Alexa Chung        | cathy                  | Recurrente      |
| Willow Smith       | Los helenistas         | Recurrente      |
| Kiernan Shipka     | Los helenistas         | Recurrente      |
| Amandla Stenberg   | Los helenistas         | Recurrente      |
| John DiMaggio      | Varios                 | Recurrente      |
| Peter Serafinowicz | Varios                 | Recurrente      |
| Steve Buscemi      | El recordador          | Invitado        |
| Annet Mahendru     | Mila Malévich          | Invitado        |
| Ike Barinholtz     | Jeffrey                | Invitado        |
| Stephen Fry        | Director de escuela    | Invitado        |
| Katy Mixon         | Marinero Pellegrino    | Invitado        |
| Nico Muhly         | Profesor Muhly         | Invitado        |
| Frank Vincent      | Tío Alberto            | Invitado        |
| Ray Wise           | Viejo en el cementerio | Invitado        |
| Ben Jones          | Maxwell                | Invitado        |
| David Macklovitch  | David 1                | Invitado        |
| Simon Hammerstein  | Él mismo               | Invitado        |
| Kimberly Nichole   | Sí misma               | Invitado        |

## Producción
Neo Yokio se anunció originalmente, sin un título, en el panel de Production IG en Anime Expo en 2015.  Originalmente, la serie estaba destinada a ejecutarse como parte del bloque nocturno de alta definición Animation Domination de Fox, que acababa de pasar de la cadena Fox a la cadena de cable hermana FXX a principios de ese año. No se anunciaron más detalles sobre la serie en los meses siguientes, y Animation Domination High-Def dejó de operar en 2016.
Mientras que el proceso de escritura y la postproducción se realizaron en los Estados Unidos, el diseño de personajes, la preproducción y los guiones gráficos se crearon en Japón y gran parte de la animación se llevó a cabo en Corea del Sur .

### Traslado a Netflix
El 7 de septiembre de 2017, Netflix anunció que había adquirido la serie Neo Yokio no emitida para transmitirla en su servicio, etiquetándola como una serie original de Netflix.

### Temporada 1 (2017)
| N.º en serie | N.º en temp. | Título                                                                 | Dirigido por       | Escrito por                                             | Fecha de lanzamiento original |
| --- | ------------ | ---------------------------------------------------------------------- | ------------------ | ------------------------------------------------------- | ----------------------------- |
| 1 | 1            | «The Sea Beneath 14th St.»                                             | Kazuhiro Furuhashi | Historia por: Ezra Koenig Escrito por: Nick Weidenfeld  | 22 de septiembre de 2017      |
| Entre lamentarse por su ex, realizar un exorcismo y jugar hockey sobre césped, Kaz Kaan tiene poco tiempo para preocuparse por su lugar entre la sociedad Neo Yokio             |              |                                                                        |                    |                                                         |                               |
| 2 | 2            | «A Pop Star of Infinite Elegance»                                      | Kazuhiro Furuhashi | Historia por: Ezra Koenig Escrito por: Nick Weidenfeld  | 22 de septiembre de 2017      |
| El baile blanco y negro se acerca y Kaz tiene muchos problemas, incluida una cita desinteresada, un rival intrigante y (¡jadeo!) el color de esmoquin equivocado                |              |                                                                        |                    |                                                         |                               |
| 3 | 3            | «O, the Helenists...»                                                  | Junji Nishimura    | Ezra Koenig                                             | 22 de septiembre de 2017      |
| Kaz visita su antigua escuela para enseñar a un trío de estudiantes insolentes sobre la elegancia. Mientras tanto, Gottlieb y Lexy le piden a Kaz que respalde su nuevo cóctel. |              |                                                                        |                    |                                                         |                               |
| 4 | 4            | «Hamptons Water Magic»                                                 | Junji Nishimura    | Ezra Koenig                                             | 22 de septiembre de 2017      |
| Una noticia angustiosa envía a Kaz a los Hamptons para arreglar algunos asuntos familiares. Mientras está allí, descubre que hay más en Charles de lo que pensaba.              |              |                                                                        |                    |                                                         |                               |
| 5 | 5            | «The Russians? Exactly, the Soviets.»                                  | Kazuhiro Furuhashi | Historia por: Ezra Koenig Escrito por: Alexander Benaim | 22 de septiembre de 2017      |
| Kaz descubre que mantener al piloto del Gran Premio de la Unión Soviética fuera de problemas es sorprendentemente difícil. Mientras tanto, Arcangelo hace una ofrenda de paz.   |              |                                                                        |                    |                                                         |                               |
| 6 | 6            | «I'm Starting to Think Neo Yokio's Not the Greatest City in the World» | Kazuhiro Furuhashi | Ezra Koenig                                             | 22 de septiembre de 2017      |
| Kaz y sus amigos prometen ayudar a Helena a escapar de las garras del Remembrancer, pero el Grand Prix complica su escape.                                                      |              |                                                                        |                    |                                                         |                               |

### Especial de Navidad (2018)
| N.º en serie | N.º en temp. | Título                       | Dirigido por | Escrito por                                            | Fecha de lanzamiento original |
| --- | ------------ | ---------------------------- | ------------ | ------------------------------------------------------ | ----------------------------- |
| — | —            | «Neo Yokio: Pink Christmas.» | Anthony Chun | Historia por: Ezra Koenig Escrito por: Nick Weidenfeld | 7 de diciembre de 2018        |
| Las vacaciones se ven afectadas cuando Kaz hace malabarismos con la competencia Secret Santa, la visita de su tía Angelique y la trama navideña de su némesis Arcangelo. |              |                              |              |                                                        |                               |

El 9 de octubre de 2018, Netflix anunció que el 7 de diciembre de 2018 se lanzaría un especial navideño de Neo Yokio. Los avances se lanzaron en octubre de 2018, en noviembre de 2018, y el 3 de diciembre de 2018. Fue lanzado el 7 de diciembre de 2018 como un especial de una hora titulado Neo Yokio: Pink Christmas.
Neo Yokio: Pink Christmas presenta a Kaz Kaan, quien debe derrotar a un Árbol de Navidad inteligente gigante que amenaza la ciudad de Neo Yokio. También tiene que manejar una competencia de Secret Santa, una visita de su tía Angelique y un complot de Arcangelo. El especial incluye a Jamie Foxx como actor de voz, mientras que los personajes recurrentes son interpretados por Jaden Smith, Susan Sarandon, Jude Law y Jason Schwartzman. Pink Christmas incluye una nueva canción original de Koenig, "Friend Like You". Aparece varias veces en el episodio y, en el momento del estreno, no había aparecido como canción en ningún otro lugar ni para descargar.

## Recepción
La serie recibió críticas mixtas, siendo una crítica común el personaje principal Kaz Kaan. Mike Toole de Anime News Network calificó el programa como "una tontería casi imposible de ver", y expresó problemas con la mala actuación de voz de su elenco y con su mala animación y escritura. Julia Alexander de Polygon calificó el programa como un mal intento de llevar la personalidad de Twitter de Jaden Smith a una serie, ya que el personaje de Jaden, Kaz, es molesto, egocéntrico, narcisista y exasperante en lugar de agradable.
IGN le dio una crítica negativa, y la crítica Miranda Sanchez criticó la obra de arte, calificándola de sin sentido del humor y diciendo que "finge sinceridad en cualquier problema serio que aborda". Dana Schwartz de Entertainment Weekly le dio a la primera temporada una crítica positiva, diciendo que era "profundamente irónica y completamente inexpresiva y que deberíamos estar muy agradecidos de que este proyecto de vanidad convertido en obra de arte conceptual genial de alguna manera exista en el mundo real".
Entre las críticas más positivas estuvo la de Clio Chang en The New Republic, quien describió la actuación de Smith como "exquisitamente inexpresiva que sirve para realzar su esnobismo distante" y que Neo Yokio "principalmente se siente como una introducción a lo que podría ser una película realmente innovadora", que al tiempo que menciona sus "momentos dignos de vergüenza". Mike Hale, de The New York Times, elogió la sátira del programa y dijo: "El programa obtiene gran parte de su humor de los sinceros intentos de pertenencia de Kaz, lo que ocasiona una burla razonablemente sutil de la estratificación social de la ciudad y de una cierta tensión de trágica tristeza milenaria.", mientras señala, "si los observadores no se quedan, puede ser porque encuentran el humor demasiado valioso". Ryan F. Mandelbaum de Gizmodo comparó el programa con "un tuit de seis episodios" y "Gossip Girl contada por un fan drogado de Tim y Eric", elogiando su humor surrealista y encontrando la descripción del programa de la vida urbana contemporánea "mucho más cerca de realidad, aunque ridícula, de lo que su premisa puede sugerir".